# واين كيغ
واين كيغ (بالإنجليزية: Wayne Cage)‏ هو لاعب كرة قاعدة أمريكي، ولد في 23 نوفمبر 1951 في مونرو في الولايات المتحدة.

## وصلات خارجية
- واين كيغ على موقع الدوري الياباني لكرة القاعدة (الإنجليزية)
- واين كيغ على موقعبيزبول رفرنس.كوم (الدوري الرئيسي) (الإنجليزية)
- واين كيغ على موقع مشجعي الرسوم البيانية (الإنجليزية)